# Helene Thimig
Helene Thimig (5 de junio de 1889 - 7 de noviembre de 1974) fue una actriz y directora teatral austriaca, cuya carrera abarcó también el cine y la televisión.

## Biografía
Su nombre completo era Helene Ottilie Thimig, y nació en Viena, Austria. Conocida también por el seudónimo Helene Werner, sus padres eran el director del Burgtheater Hugo Thimig y su esposa, Franziska Hummel (1867–1944). Sus dos hermanos, Hermann y Hans Thimig, fueron también actores. Tras cursar estudios en la escuela primaria y en el Lyzeum Luithlen, tomó clases de actuación con Hedwig Bleibtreu. El 12 de noviembre de 1907 tuvo su primera actuación, con el papel de Marthe en la obra de Edouard Pailleron Die Maus, llevada a escena en el Stadttheater de Baden bei Wien. 
En 1908 encarnó a Melissa en la pieza de Franz Grillparzer Sappho, representada en el Festival Goethe de Düsseldorf, tras lo cual actuó en el Das Meininger Theater de Meiningen, y entre 1911 y 1917 en el Konzerthaus Berlin. En 1917 fue contratada para actuar en el Deutsches Theater de Berlín, donde debutó el 10 de octubre como Elsalil en la tragedia de Gerhart Hauptmann Winterballade. Desde el principio, allí mantuvo una estrecha relación con el director teatral Max Reinhardt, que estaba casado con la actriz Else Heims (1878–1958), y con la que tenía dos hijos. Thimig había estado casada entre 1916 y 1918 con el director Paul Kalbeck, del cual se divorció.
Cuando Reinhardt hubo de abandonar su puesto como consecuencia del ascenso al poder del régimen Nazi en 1933, la exitosa carrera teatral de Thimig en berlín llegó a su fin. Ella siguió a Reinhardt a Viena, y actuó en el Theater in der Josefstadt dirigido por él. Posteriormente también actuó en Praga y en el Festival de Salzburgo. Thimig trabajó con Reinhardt en diferentes producciones por Europa y se casó con él tras divorciarse el director en 1935. A finales de octubre de 1937 el matrimonio se exilió en los Estados Unidos. Dado que aprendía el inglés muy lentamente, ella recibió durante tiempo únicamente pequeños papeles, tanto en producciones teatrales como cinematográficas estadounidenses. En total, entre 1942 y 1947 actuó en 18 películas rodadas en Hollywood, en las cuales principalmente encarnaba a mujeres alemanas. Max Reinhardt falleció el 31 de octubre de 1943.
Tras el final de la Segunda Guerra Mundial, Thimig volvió a Austria, convirtiéndose en miembro del Burgtheater, del cual recibió en 1950 el título honorífico de Kammerschauspieler. En 1948 volvió a casarse, esta vez con el actor Anton Edthofer.
Entre los años 1947 y 1951 organizó la representación en el Festival de Salzburgo de la pieza de Hugo von Hofmannsthal Jedermann, y desde 1948 a 1954 dirigió en Viena el Seminario Max Reinhardt. También fue profesora en la Universidad de Música y Arte Dramático de Viena.
No actuó demasiado en el cine en lengua alemana. Tras finalizar su período en el Burgtheater en 1954, volvió a trabajar en el Theater in der Josefstadt. Entre 1963 y 1968 volvió a organizar la representación de Jedermannen el Festival de Salzburgo. A finales de marzo de 1974 actuó por última vez en el Josefstadt.

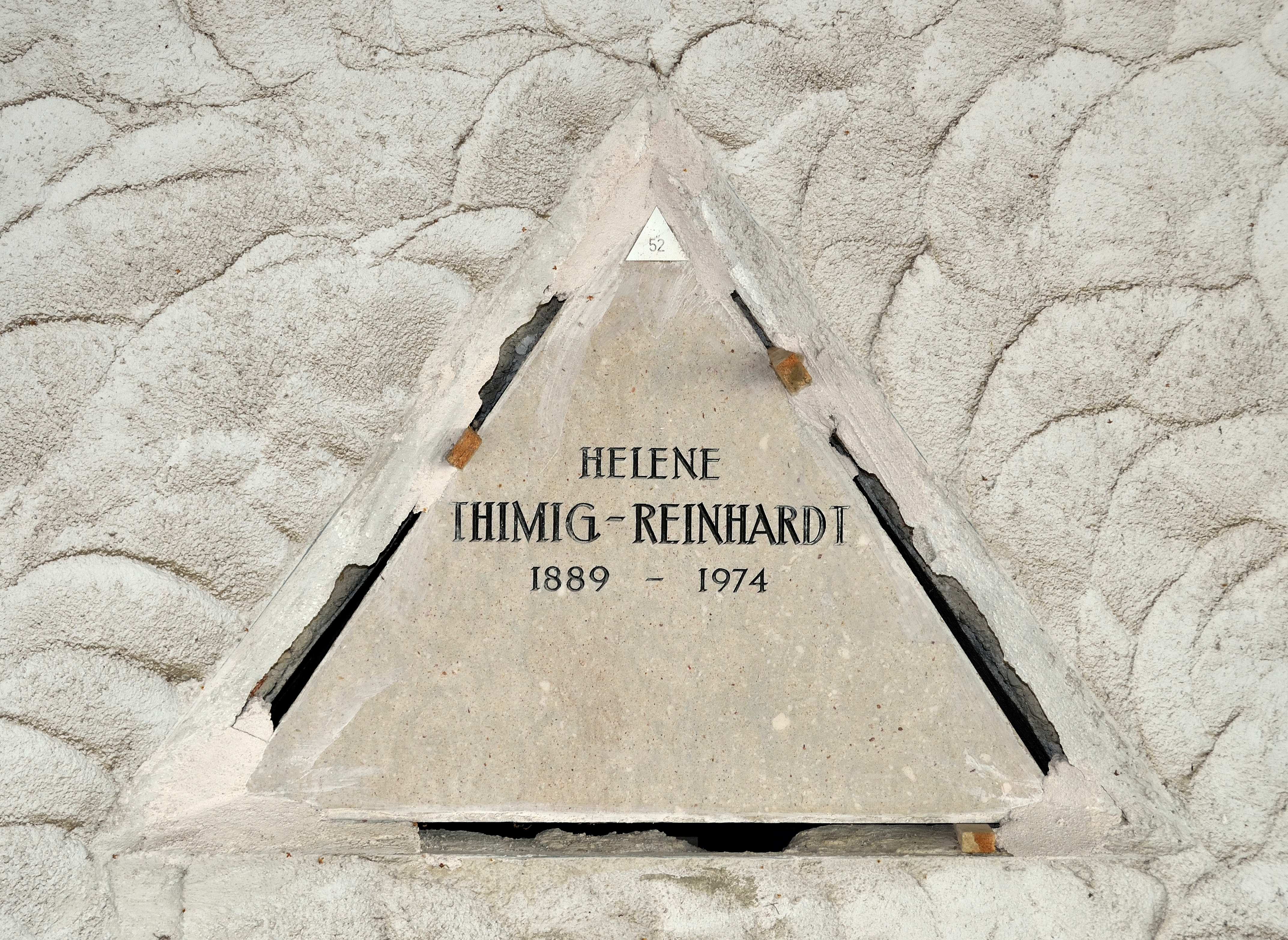
Primer lugar de sepultura en 1974 en el Feuerhalle Simmering de Viena

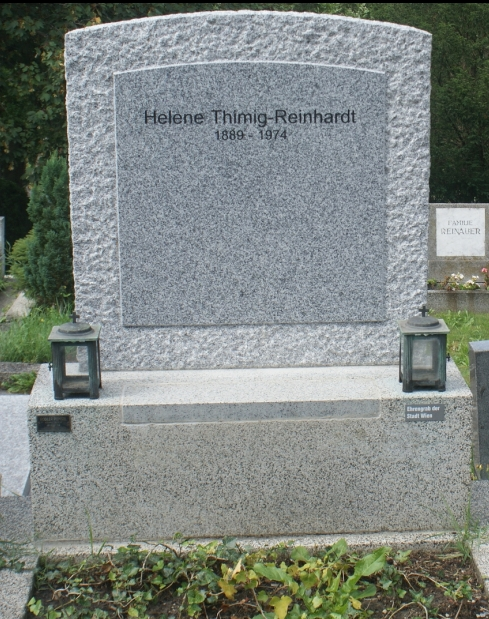
Tumba en el Cementerio Neustifter Friedhof

Helene Thimig falleció en noviembre de 1974 en Viena a causa de una embolia pulmonar. Fue incinerada en el Feuerhalle Simmering de Viena, y sus cenizas depositadas en una urna en su honor (Linke Arkaden, Grab 152). El 17 de junio de 2015 la urna se colocó en un lugar dedicado a tumbas honoríficas del Cementerio Neustifter Friedhof (Gruppe N, Reihe 10, Grab 69).

## Premios
- 1953 : Premio Karl Renner[4][5]
- 1962 : Medalla Josef Kainz
- 1969: Anillo de honor de la ciudad de Viena

## Filmografía (selección)
- 1932 : Mensch ohne Namen
- 1942 : The Gay Sisters
- 1943 : Se ha puesto la luna
- 1943 : Edge of Darkness
- 1944 : The Hitler Gang
- 1944 : Strangers in the Night
- 1944 : None But the Lonely Heart
- 1944 : The Seventh Cross
- 1944 : The Master Race
- 1945 : Roughly Speaking
- 1945 : Hotel Berlin
- 1945 : Isle of the Dead
- 1945 : This Love Is Ours
- 1946 : Cloak and Dagger
- 1946 : The Locket
- 1947 : High Conquest
- 1947 : Cry Wolf
- 1947 : Escape Me Never
- 1947 : Das unsterbliche Antlitz
- 1948 : Gottes Engel sind überall
- 1948 : Der Engel mit der Posaune
- 1951 : Decision Before Dawn
- 1955 : Undine (telefilm)
- 1955 : Das Mädchen vom Pfarrhof
- 1956 : Waldwinter
- 1956 : Die Magd von Heiligenblut
- 1962 : Funken in der Asche (telefilm)
- 1969 : Johann Wolfgang (telefilm)